# Мёркенс, Хендрик
Хендрик Мёркенс германский джазовый музыкант. Наибольшую популярность приобрел как виртуозный игрок на голландской гармонике и вибрафоне. Лидер группы, композитор.
Мёркенса назвали как наиболее важного исполнителя на губной гармоник в 2000 году на "Международном саммите гармоники" в Миннеаполисе, и в 2001 году на "Международном фестивале гармоники" в Троссингене.

## Жизнь и работа
Хендрик Мёркенс начал играть на вибрафоне в 16 лет, учился у Вольфганга Шлютер. Под влиянием Тутс Тилеманса он начал изучать хроматическую гармонику. В период с 1977 по 1988 год он учился в музыкальном колледже Беркли. Затем он провел некоторое время в Бразилии.
Вернувшись в Гамбург он работал в качестве вибрафониста, был приглашенным музыкантом в Оркестре детского радио. Выступал с известными музыкантами и собственной группой.
В 1992 году Хендрик Мёркенс переехал в Нью-Йорк, где гастролировал с трио Рэй Брауна.

## Сотрудничество с известными музыкантами
- Рэй Браун
- Тутс Тилеманс
- Херб Эллис
- Джеймс Муди
- Монти Александр
- Бадди Тейт
- Дик Оттс
- Херви Шварц
- Чарли Берд
- Херби Манн
- Манделл Лоу

## Дискография
- Samba Importado (L+R Records, 1990)
- Herb Ellis Trio with Hendrik Meurkens – Burnin (Acoustic Music, 1998)
- Mundell Lowe & Hendrik Meurkens – When Lights Are Low (Acoustic Music, 1999)
- Charlie Byrd – Homage to Jobim (Concord, 2005)
- Samba to Go (Zoho, 2009)
- Hendrik Meurkens / Gabriel Espinosa: Celebrando (Zoho, 2012)

## Гастроли в России
Хендрик Мёркенс неоднократно приезжал в Россию:
- «Джаз в саду Эрмитаж», фестиваль (Москва, 2012)
- Филармония джазовой музыки (Санкт-Петербург, 2012)
- Уфимский джаз-клуб (Уфа, 2012)
- EverJazz (Екатеринбург, 2012)